# Selenocosmia xinping
Selenocosmia xinping là một loài nhện trong họ Theraphosidae.
Loài này thuộc chi Selenocosmia. Selenocosmia xinping được miêu tả năm 2008 bởi Zhu & Zhang.